# Monumenti e luoghi d'interesse di Pignola
La pagina contiene i monumenti e luoghi d'interesse di Pignola, uno dei principali comuni della Provincia di Potenza.
Le varie sezioni comprendo il nucleo maggiore del centro storico pignolese, vengono spiegate nel dettaglio tutte le sue architetture religiose; successivamente vengono trattati i Portali che sono parte fondamentale del comune lucano.

## Architetture religiose

### Chiesa e Convento di San Rocco

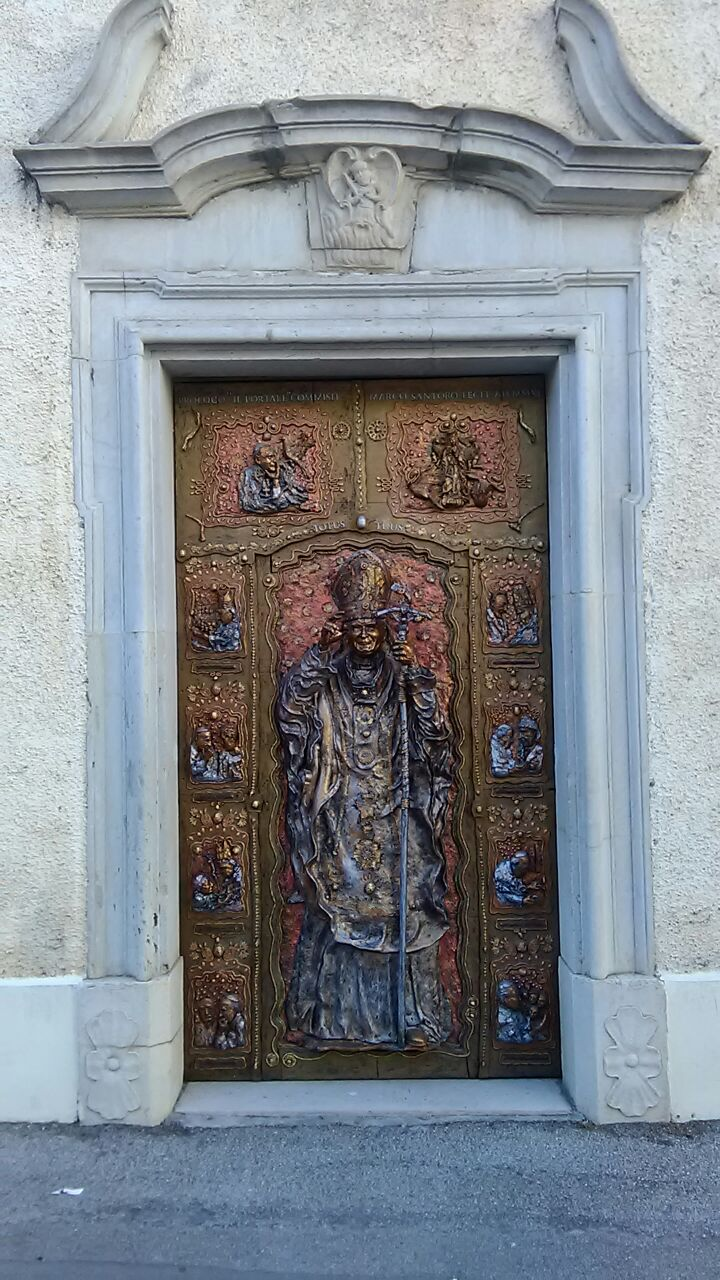
Portale della Chiesa di San Rocco

La chiesa è datata al 1777 ed era inserita in un Convento risalente alla fine del Cinquecento(1590-1595) ed abbattuto negli anni quaranta del XX secolo. Fu costruito mediante alcune offerte dei fedeli e del clero di Pignola per dare una degna sistemazione ai Frati Cappuccini e poi abbattuto negli anni quaranta del XX secolo. Il convento venne soppresso nel 1865 e i religiosi lasciarono l’edificio il 19 marzo dello stesso anno.
Durante la prima guerra mondiale, nel 1917, il convento venne attrezzato per ospitare prigionieri di guerra.
Durante il terremoto del 1980 la chiesa subì notevoli danni e solo cinque anni dopo cominciarono i lavori di ristrutturazione che hanno dato alla chiesa il suo aspetto attuale.

Si tratta di una chiesa a due navate, una centrale ed una minore sul lato destro, coperte da volte a botte. I due ambienti hanno ingressi anteriori indipendenti e sono a quota diversa. È presente un altro ambiente, adibito a sagrestia, a cui si accede dalla zona del presbiterio. 

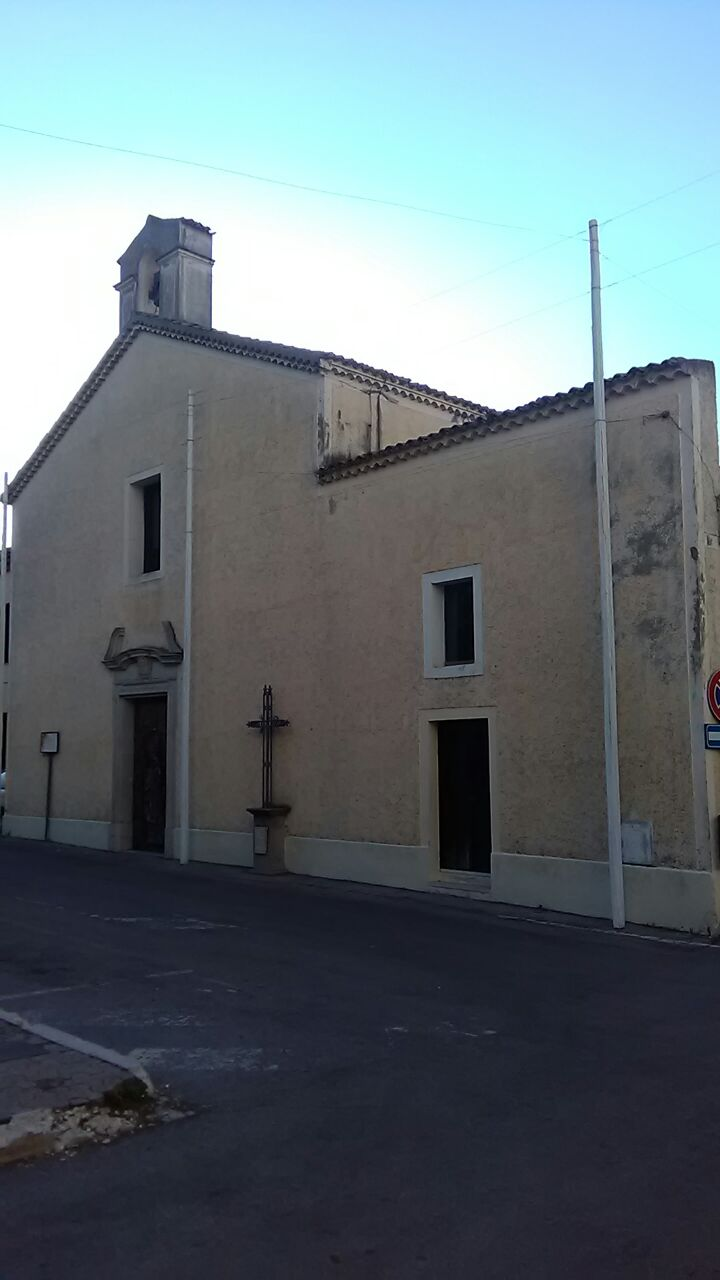
Chiesa di san Rocco

Nel 2006 nel portale della chiesa risalente al settecento, molto semplice e con timpano non chiuso, è stata incastonata una porta in bronzo realizzata dallo scultore potentino Marco Santoro. Si tratta di una porta in bronzo a tre battenti realizzata ad alto rilievo, commissionata dalla Pro-Loco “Il portale” di Pignola in omaggio al papa Giovanni Paolo II che è ritratto nel pannello centrale. Intorno alla figura centrale, entro formelle, sono raffigurati dieci momenti della vita del papa. La navata centrale, con zona del presbiterio rialzata, era dominata dall'altare maggiore realizzato in legno con il tabernacolo contornato da colonnine adornate con motivi vegetali.
Sull'altare maggiore domina un polittico con una statua dell’Assunta custodita nella nicchia centrale, contornata da una serie di dipinti databili tra 500 e 600 raffiguranti San Bonaventura, San Michele Arcangelo, La Vergine Annunziata e l’Arcangelo Gabriele.
Sulla sinistra della navata centrale vi sono due nicchie con altari. Tre nicchie laterali ed una frontali all’ingresso adornano la navata laterale.
Sul prospetto anteriore vi è una pregevole croce in ferro a ricordo dei padri missionari del 1935 ed una croce in pietra con i simboli dei Cappuccini.

### Chiesa di San Donato

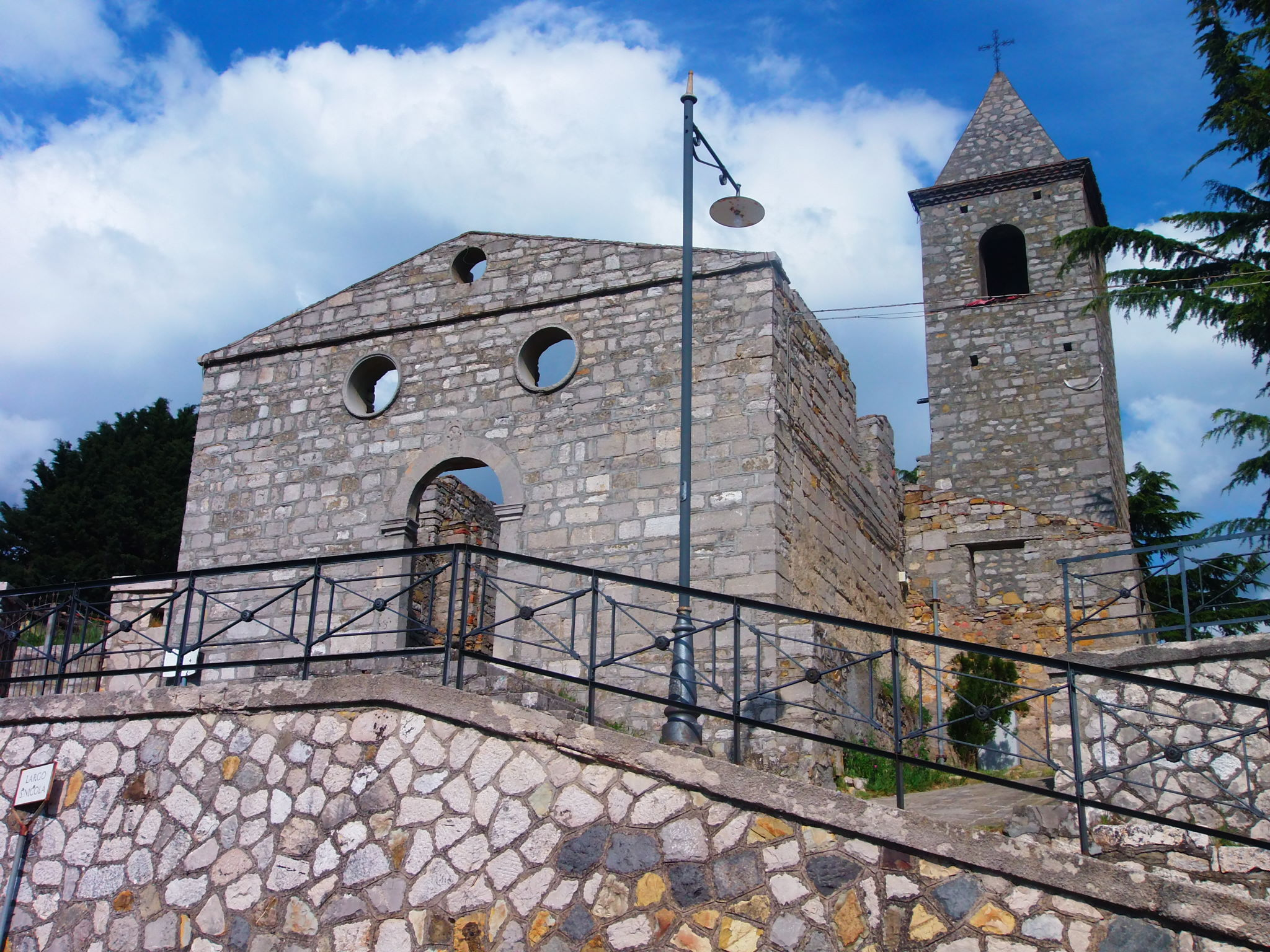
Chiesa di San Donato di Pignola

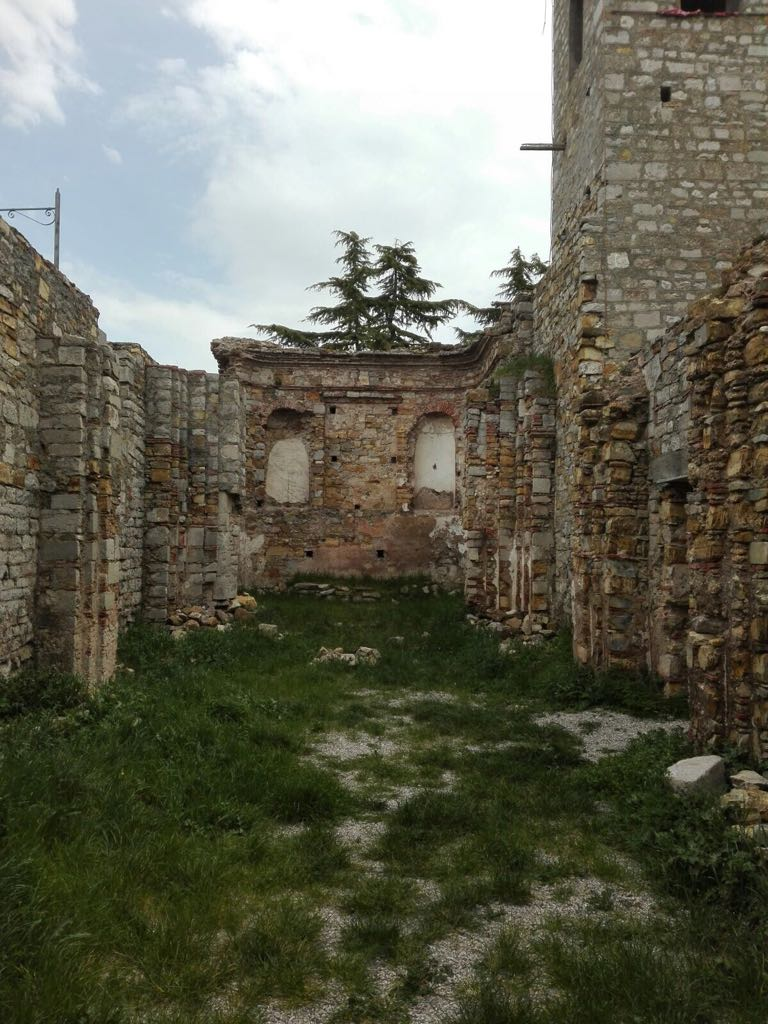
Chiesa di San Donato interno

È posta nella parte più alta di Pignola nelle immediate vicinanze della Chiesa Madre.
La fondazione probabilmente risale al XIII secolo come attesterebbero tre affreschi bizantini rinvenuti dopo il terremoto del 1980 proprio sulle pareti dell’edificio, e risalenti alla fine del 1200.
Fu dedicata a San Nicola, ma tra la fine dell’800 e l’inizio del 900, verrà dedicata a San Donato. Infatti il luogo in cui oggi è collocata la chiesa è chiamato “rione San Nicola”.
L’edificio religioso fu in parte distrutto dal terremoto del 1980.
Il portale della chiesa, datato 1746, fu anch’esso restaurato: liscio e poco lavorato, ha come unico pregio la figura del santo scolpita su un concio chiave.
Attualmente la Chiesa è in uno stato di degrado. Nonostante i numerosi interventi di restauro rimangono in piedi solo la facciata anteriore e parte delle mura laterali.

### Chiesa rurale di Santa Lucia

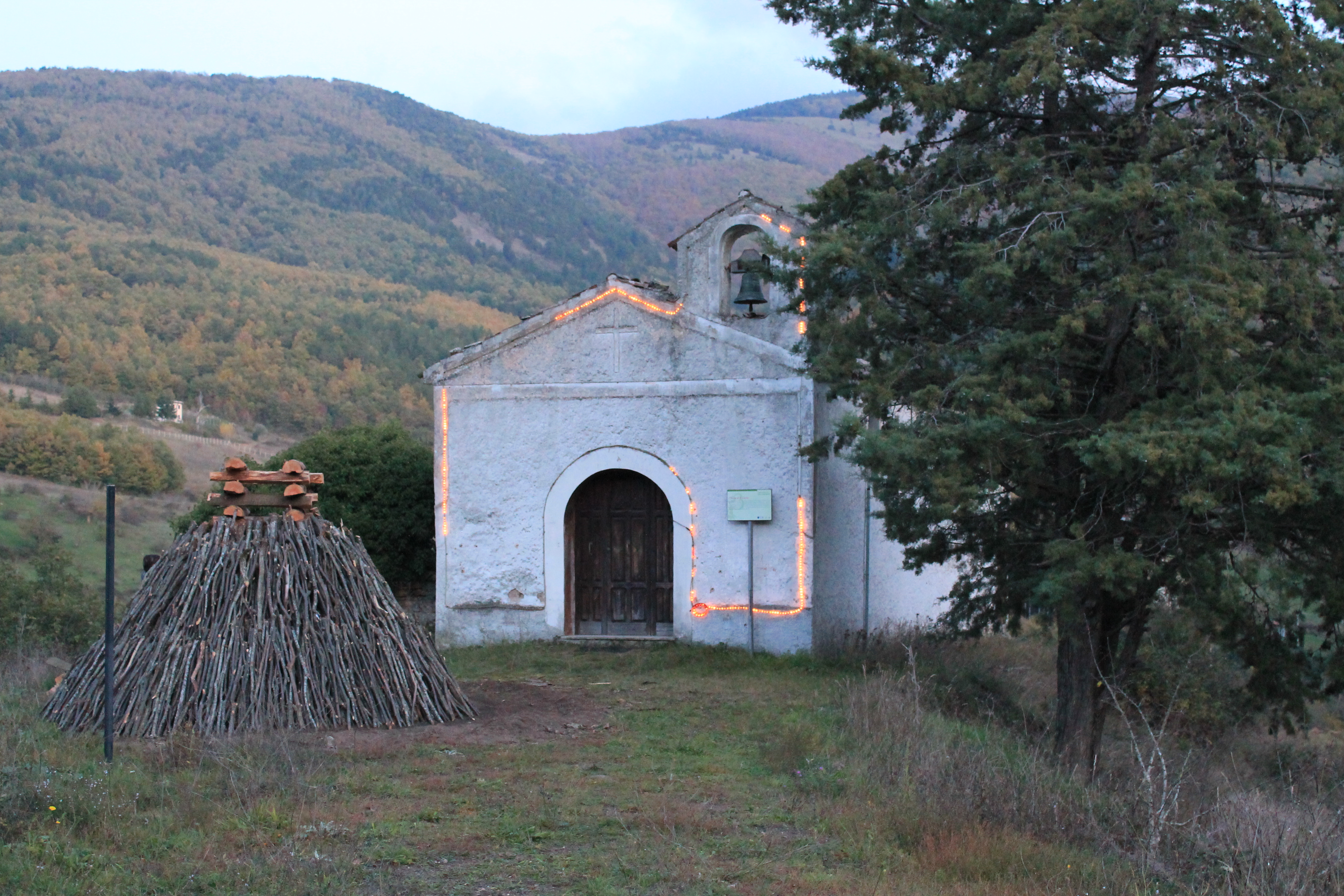
Chiesa di Santa Lucia

Situata in un luogo non molto lontano dal paese, fu costruita all’inizio dell’ottocento a devozione della famiglia Brigante.
Fu restaurata dopo il terremoto del 1980 pur non presentando molti danni.
Ha una pianta rettangolare ed un'unica navata; su un altare, in una nicchia, vi è una scultura raffigurante la Santa.
Durante la festa di Santa Lucia, il 13 dicembre, si svolgono le funzioni religiose; è ormai persa la tradizione della corsa al “laccio” ma ancora in uso resta la “cuccia”.

### Chiesa di Sant'Antonio Abate

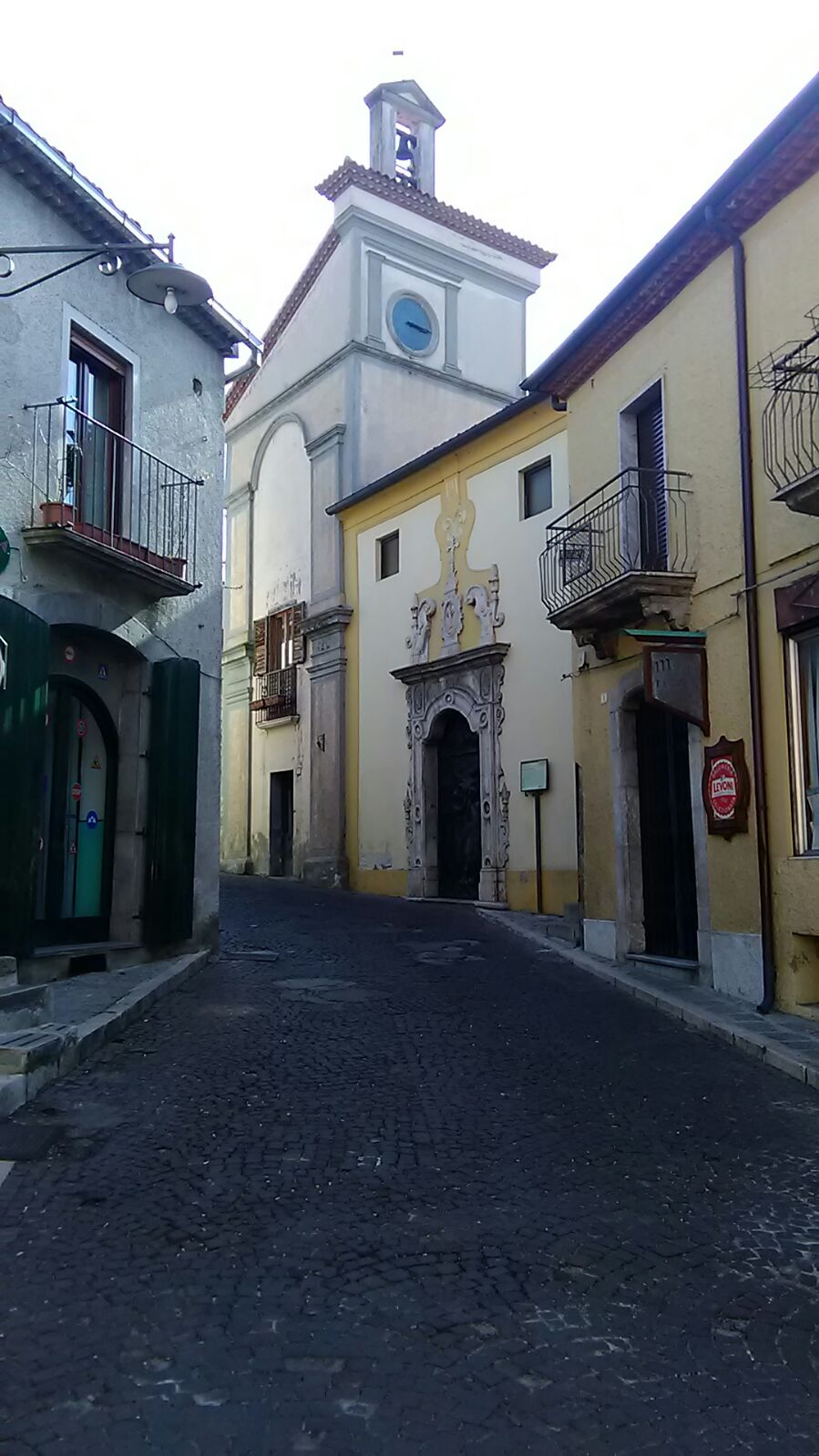
Chiesa di Sant'Antonio Abate

La chiesa di Sant'Antonio Abate risalirebbe al 1600 in base alle ricerche svolte da parte del parroco Don Rocco Piro, il quale sostiene che dell'edificio originario resterebbero soltanto le strutture murali e quelle in pietra. Originariamente essa era formata da una sola navata centrale in stile barocco, simile alla Chiesa di San Rocco al Convento. L'edificio terminava con un arco in cui trovava posto un altare in legno su cui si ergeva una nicchia che racchiudeva la statua di Sant'Antonio Abate. La chiesa era adiacente a quella dell’Annunziata, demolita nel 1892. A seguito di questa demolizione si creò un'unica chiesa, più ampia.
Dopo il terremoto del 1857 gli edifici civili e religiosi del paese subirono gravi danni, eccetto la Chiesa di S. Antonio Abate che riportò solo lievi danni.
La Chiesa ha origini misteriose. È dedicata al suo Santo eremita, di origini egiziane.
Il portale esterno è riccamente decorato; ha una cornice sagomata con ovoli e volute, è sormontato da una trabeazione molto aggettante su cui è un timpano spezzato con volute al cui interno un riquadro ovale decorato anch'esso con volute recante nel suo interno l’immagine a rilievo di Sant'Antonio Abate.
La planimetria, di forma particolare, induce a pensare ad una struttura che ha subito trasformazioni succedutesi nel tempo. Presenta una sola navata longitudinale con tre arcate cieche per lato e conclusa da un arco che si innesta nel presbiterio il quale a sua volta presenta due cappelloni laterali.

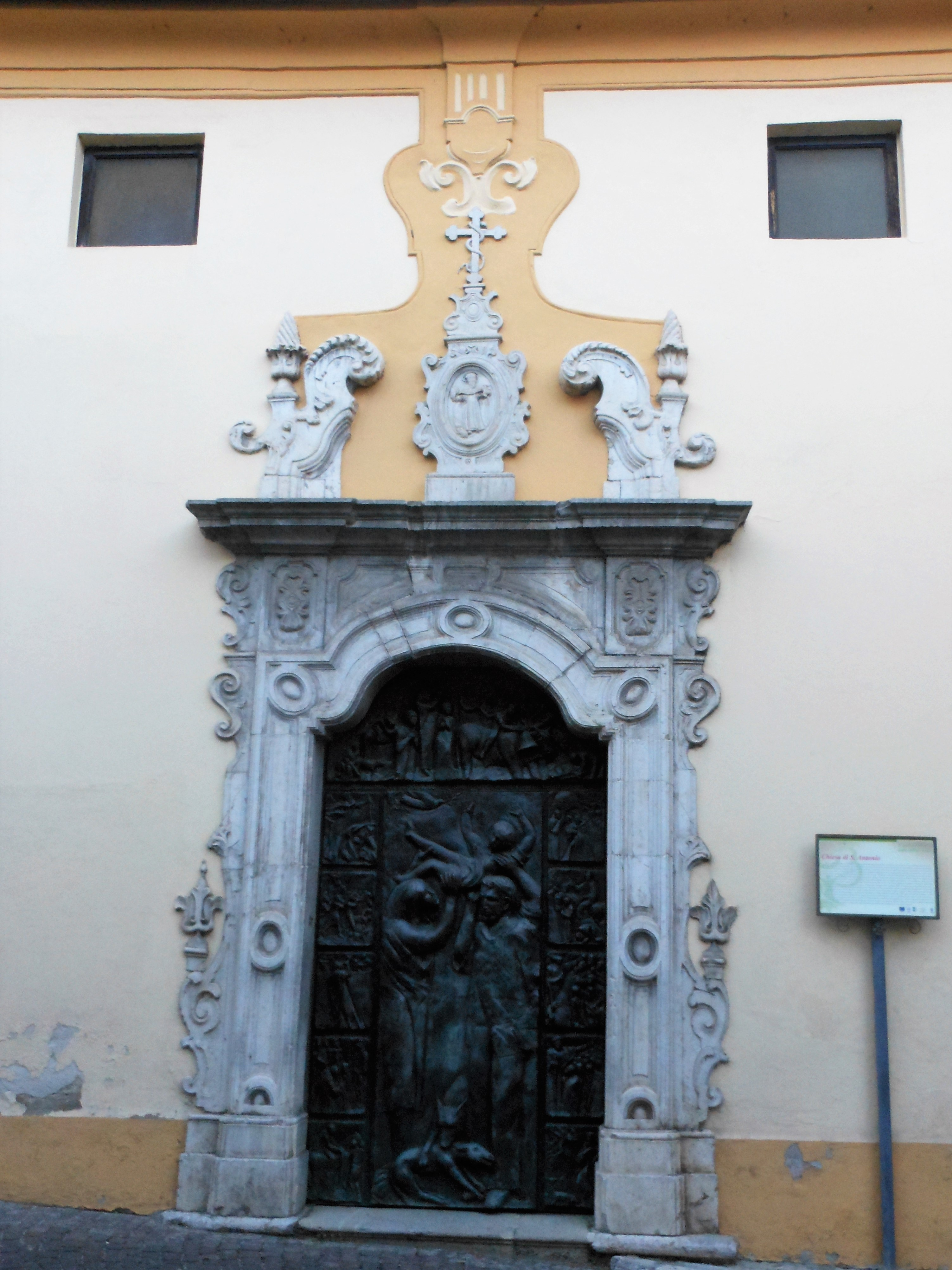
Porta del Giubileo

All'interno della Chiesa ci sono interessanti opere d’arte: sul lato destro una Trasfigurazione, una Madonna del Carmelo con le anime purganti, una Vergine con Bambino, San Giovanni Battista e S. Agata; sul lato sinistro una Annunciazione, un San Rocco e una Madonna delle Grazie.
Nella sagrestia si conserva una tela raffigurante San Michele Arcangelo.
Nel presbiterio sono presenti la tela della Crocifissione e due sculture in legno policromo raffiguranti l’Addolorata e Sant'Antonio Abate. Quest'ultimo presenta i suoi consueti attributi: il saio, il bastone da pellegrino, il libro, il fuoco e il maialetto.
Nel 1999 la chiesa è stata impreziosita, su commissione della Pro Loco, con una porta in bronzo, opera dello scultore Antonio Masini. Si tratta della Porta del Giubileo: infatti nell’anta centrale, che scandisce tutto lo spazio verticale, sono rappresentati in grandezza naturale, un uomo e una donna che sollevano verso l’alto un bambino. L'immagine rappresenta il confronto tra due generazioni, l'adulto ed il bambino, ma il rimando implicito e simbolico è al secolo vecchio che sta lasciando il posto al secolo nuovo. Le due ante laterali raffigurano invece momenti biblici significativi quali il passaggio del Mar rosso, la liberazione del popolo eletto ed alcuni pellegrinaggi a Gerusalemme, a Roma, a Santiago de Compostela.

### Chiesa della Madonna delle Grazie

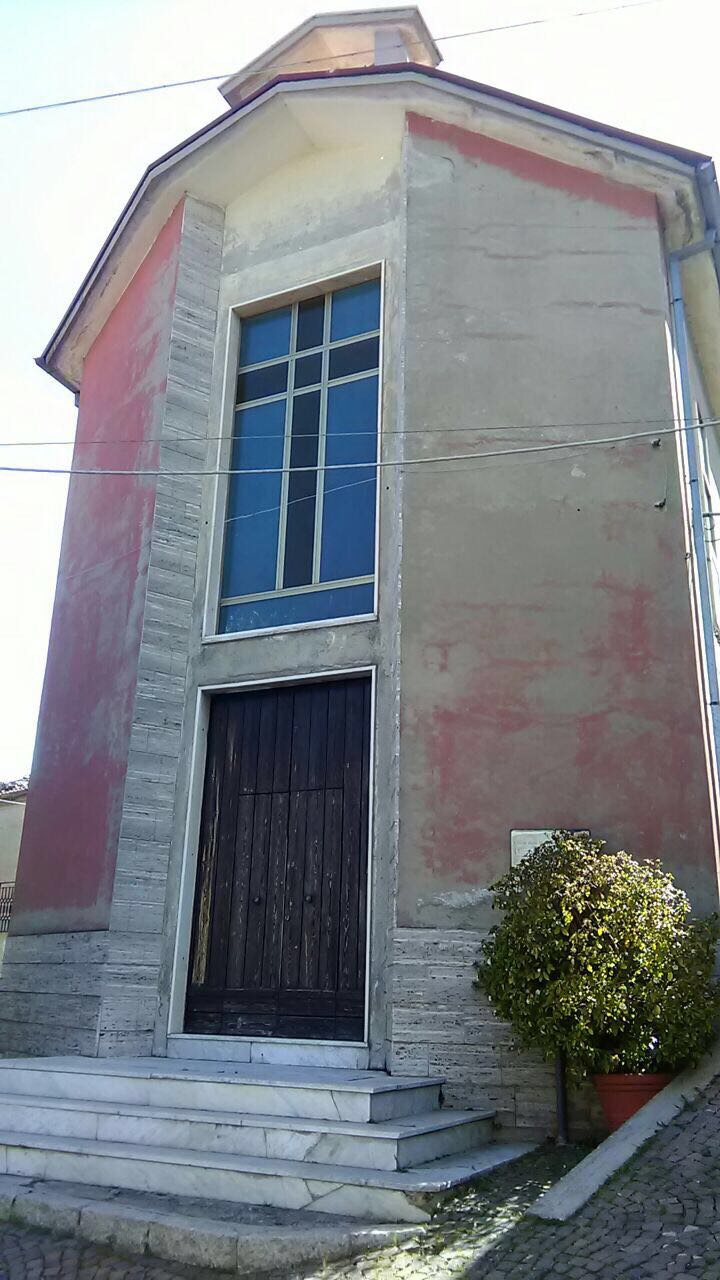
Chiesa Madonna delle Grazie

È situata nel quartiere detto Paschiere, nel centro storico di pignola. Fu costruita verso il 1500, al tempo degli Aragonesi. Dedicata inizialmente a San Giacomo, successivamente fu dedicata al culto di Maria SS. sotto il titolo: "Madonna delle Grazie". Attualmente presenta una sola navata, il soffitto a due spioventi. Lungo le pareti vi sono poche finestre. Nella zona del presbiterio, su una base di marmo, è collocata la statua raffigurante la Madonna con Bambino e sull'altare è posto un Crocifisso.

### Chiesa rurale di San Michele Arcangelo
Il convento di San Michele fu costruito nel 1535 nella zona dell’agro di Pignola denominata Sant'Angelo, nei pressi di una sorgente ritenuta miracolosa per le febbri. In questi anni si stabilirono in questa contrada alcuni padri Cappuccini i quali, accanto alla grotta, costruirono un convento e si presero cura della chiesetta che era situata al di sopra della grotta e che con essa comunicava per mezzo di venticinque gradini. Alla fine del 1500 i padri si trasferirono nel convento di san Rocco. Attualmente di tutto il complesso conventuale rimane la Chiesa, restaurata, la grotta e pochi ruderi del convento quasi completamente sepolti dalla vegetazione. La chiesa ha un impianto rettangolare con copertura a volta. Nella grotta due piccole gradinate conducono ad un piano sopraelevato, al di sotto del quale si apre l’accesso alla cavità naturale. Sul piano rialzato si trova la scarna edicola nella quale era conservata la statua di San Michele Arcangelo trafugata nel 1996. Questa Chiesa adesso è un luogo di raccolta per il pellegrinaggio annuale che si tiene in occasione della festività di San Michele nei giorni 8 maggio e 29 settembre.

### Santuario di Maria Santissima degli Angeli (frazione Pantano)
Il santuario dista 4 km dal centro di Pignola.

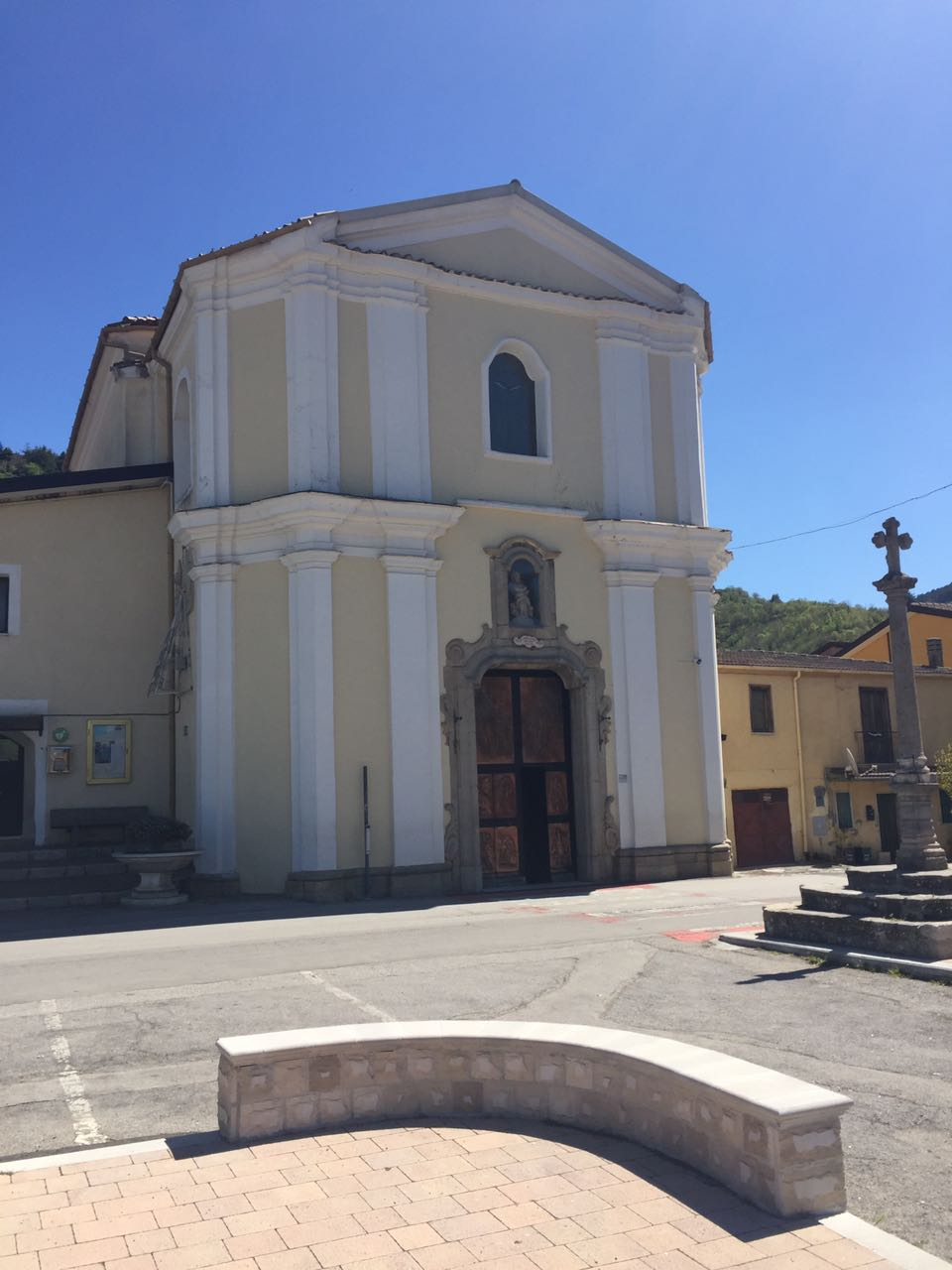
Santuario di Maria Santissima degli Angeli, Pantano di Pignola

Sin dal XIV secolo, si hanno le testimonianze della presenza di una comunità di benedettini, insediatasi accanto al santuario forse già esistente. Dal 1521 la chiesa del Pantano è passata sotto il patronato del capitolo della chiesa madre di Pignola. Nel 1432 ci fu una lite fra un sacerdote della chiesa di Pignola e un benedettino. La causa ebbe una soluzione favorevole al sacerdote di Pignola che nel 1451 fu il possessore definitivo del santuario. A causa del terremoto del 1857 il paese riportò molti danni soprattutto alla cappella della Chiesa di Santa Maria del Pantano. I lavori di restauro furono eseguiti fino al 1972, quando venne rifatto il tetto in cemento armato. A causa del terremoto del 1980, l’edificio religioso fu compromesso da profonde lesioni che scendevano lungo i muri. Nel 1983, la situazione del santuario peggiorò e solo nel 1986 è stato riaperto al culto. Nel 1989 l’attuale parroco Don Rocco Piro lamentò il fatto che il campanile della chiesa fosse stato ricostruito di dimensioni ridotte rispetto all'originale e che l’edificio, pitturato a calce, si presentasse in uno stato non proprio decoroso. Dal 1990 il tempio ha assunto il titolo di Santuario Diocesano.
L’epoca precisa in cui questa chiesa fu realizzata non si conosce con precisione ma il suo impianto planimetrico, gli stucchi delle cornici e dei capitelli, la cupoletta centrale e il movimento della facciata riconducono ad un carattere barocco. Ha un'unica navata e una cupola al centro che divide lo spazio in tre zone: l'ingresso, la navata e il presbiterio. Nella navata ci sono quattro semipilastri angolari e a reggere la cupola ci sono quattro archi a tutto sesto. Lungo tutto il perimetro della chiesa, al di sopra dei capitelli, è disegnata una trabeazione. Tutte le cornici e i capitelli, compresa la stella a otto punte disegnata a ridosso della cupoletta, sono realizzati in stucco. La volta a vela ha delle finestre laterali e nell'intradosso è rappresentato un affresco di una Madonna con Bambino tra angeli. L'altare maggiore e il trono sovrastante creato per la nuova statua della Madonna, furono costruiti nel 1798 dal Maestro Bitetti da Padula. L'edicola nella quale viene custodita la statua della Madonna degli Angeli, più comunemente conosciuta come la Madonna del Pantano, costruita in legno intagliato e dorato, è databile alla fine del XVIII secolo, è in marmo policromo con putti alla sommità, volute laterali in basso e nicchia centrale ad arco ribassato. Addossati ai muri laterali della navata, nel 1804, furono costruiti due altari, sovrastati, in apposite cornici, da due tele firmate da Feliciano Mangieri, (1805) raffiguranti il Transito di San Giuseppe e la Natività. Nell'ingresso della chiesa, a sinistra, si trova una nicchia, dove è posta un'antica statua in legno del XV secolo raffigurante Sant'Antonio da Padova, mentre a destra c'è un quadro con cornice in legno che ritrae Gesù Bambino sorretto da S. Ignazio.
La facciata del santuario è ad andamento curvilineo, tripartita orizzontalmente da cornici che individuano due ordini sovrapposti e il timpano. Nel primo ordine è collocato il portale d'ingresso, molto semplice, in pietra grigia, decorato con delle volute agli angoli della cornice. Questo portale è sovrastato da una nicchia nella quale è posizionata una piccola statua in pietra raffigurante la Madonna degli Angeli. Tra il portale di ingresso e la nicchia è collocato un cartiglio che riporta la frase: “Non sit vobis grave dicere unu Ave Maria A.D. 1798”. Nel secondo ordine della facciata è collocata invece una finestra archivoltata.

## Architetture civili

### Portali
Pignola è noto come “il Paese dei portali”. Essi sono innumerevoli e vari per forma e struttura. L’esame delle forme li fa risalire al 1600. Il territorio altamente sismico ha reso necessarie nel tempo delle modifiche strutturali. Ciascun portale prende il nome dalla famiglia originariamente proprietaria del palazzo.I più importanti sono:

#### Il Portale “Ciasca” (Via Umberto I nº48)
Questo è uno tra i portali più interessati, con piedritti lisci che sostengono un arco. Sono presenti delle zanche laterali ampie (barre metalliche per fissare un elemento a una struttura muraria) che, in corrispondenza dei piedritti, sono composte da sei riquadri per parte, adorni di sei figure scolpite a punta di diamante. I balconi in ferro battuto hanno richiami floreali. Lo stemma, sempre in ferro battuto, e le due figure demoniache laterali sono provviste di anelli che servivano per legarvi gli animali, cavalli e muli. Caratteristiche anche le aperture e le finestre chiuse da cancelli chiodati.

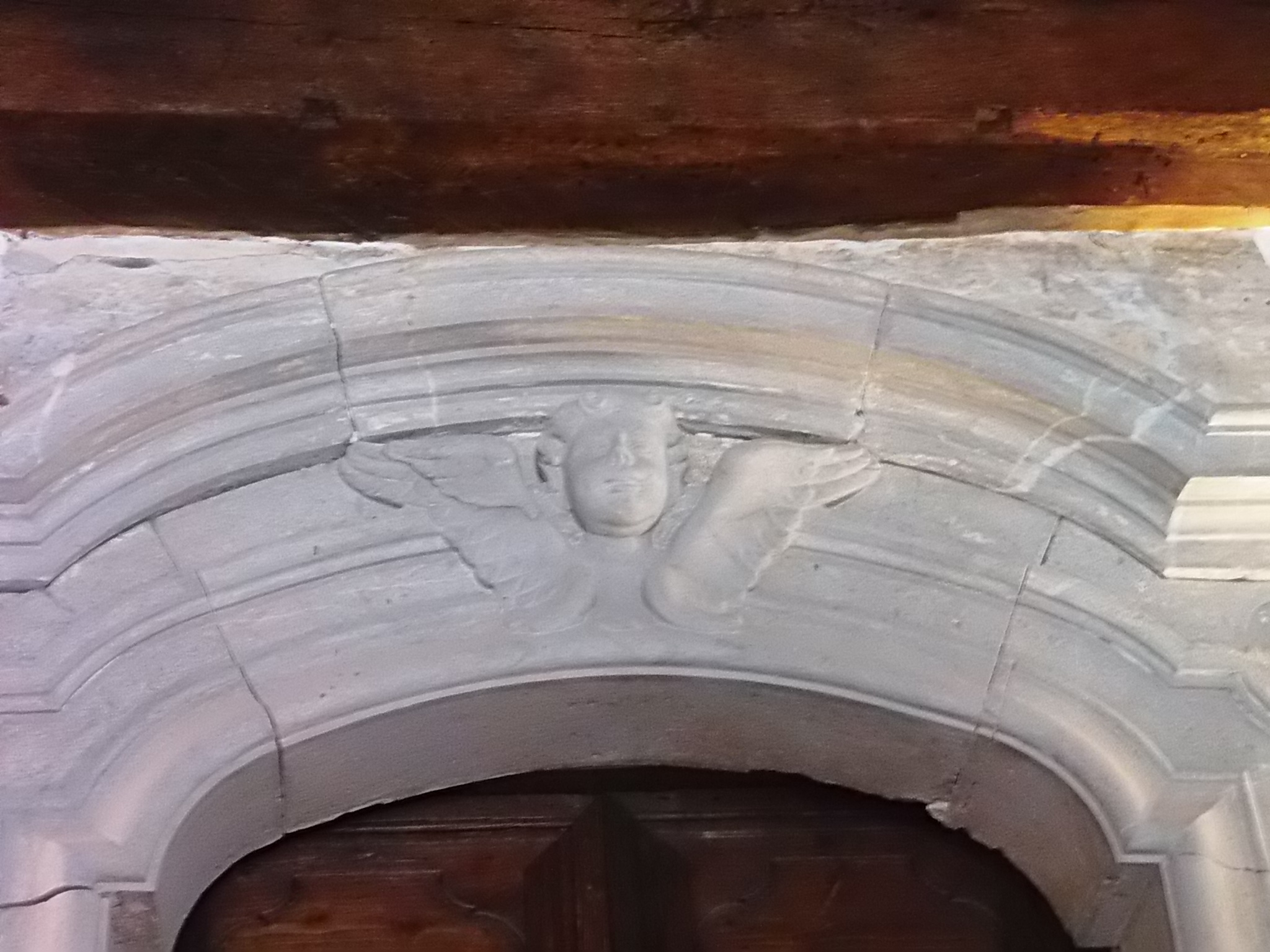
Portale interno Palazzo Ciasca

#### Il Portale “Scavone” (Via Umberto I)
Il portale si presenta in stile neoclassico adorno di due colonne in stile dorico, poste su basi rettangolari leggermente lavorate. Il capitello delle due colonne presenta la decorazione di quattro roselline. Sulle colonne poggiano due lesene con quattro scanalature e quindi il balcone, sorretto da gattoni lavorati. Esiste anche uno stemma in pietra raffigurante un leone che impugna una lancia e tre stelle.

#### Il Portale “Pecoriello” (Via Umberto I nº32)
Quest'ultimo ha una forma tipica barocca con quattro forme esagonali per parte e due volti di bimbo. Alla base troviamo un leone per parte, il concio in chiave è finemente lavorato.  Il Portale “Colucci” (Via Umberto I nº16), è in stile neoclassico datato al 1800. Come concio in chiave ci sono sporgenze che richiamano il semplice ricamo ad incavo dell’intero portale.

#### Il Portale “Marsico” (ex Barone Lombardi Via Fontana nº4)
Situato in Via Fontana 4 il Portale presenta con due colonne doriche il cui capitello è adornato con fiori minuscoli, che vanno a reggere il balcone centrale. L’arco è a tutto sesto. all’apice hanno uno stemma che raffigura due gigli. Il palazzo è in stile neoclassico.

#### Il Portale “Gaeta” (Piazza Vittorio Emanuele nº2)
Questo è uno dei portali più antichi presenti in città. Caratterizzato da conci incavati, ha un arco a tutto sesto che si chiude con una figura alata. Sui piedritti si alternano forme piatte ed in rilievo. Alla base troviamo due leoni, a reggere i balconi, invece, troviamo figure scimmiesche e umane; tre figure di musici reggono la ringhiera mentre altre figure abbelliscono l’ambiente.

#### Il Portale “Fierro” (Vico I Vittorio Emanuele nº7)
Si sa ben poco del portale "Fierro". Questo si presenta con piedritti lisci e zanche con richiami a volute, ha un ricamo a timpano sulla porta.

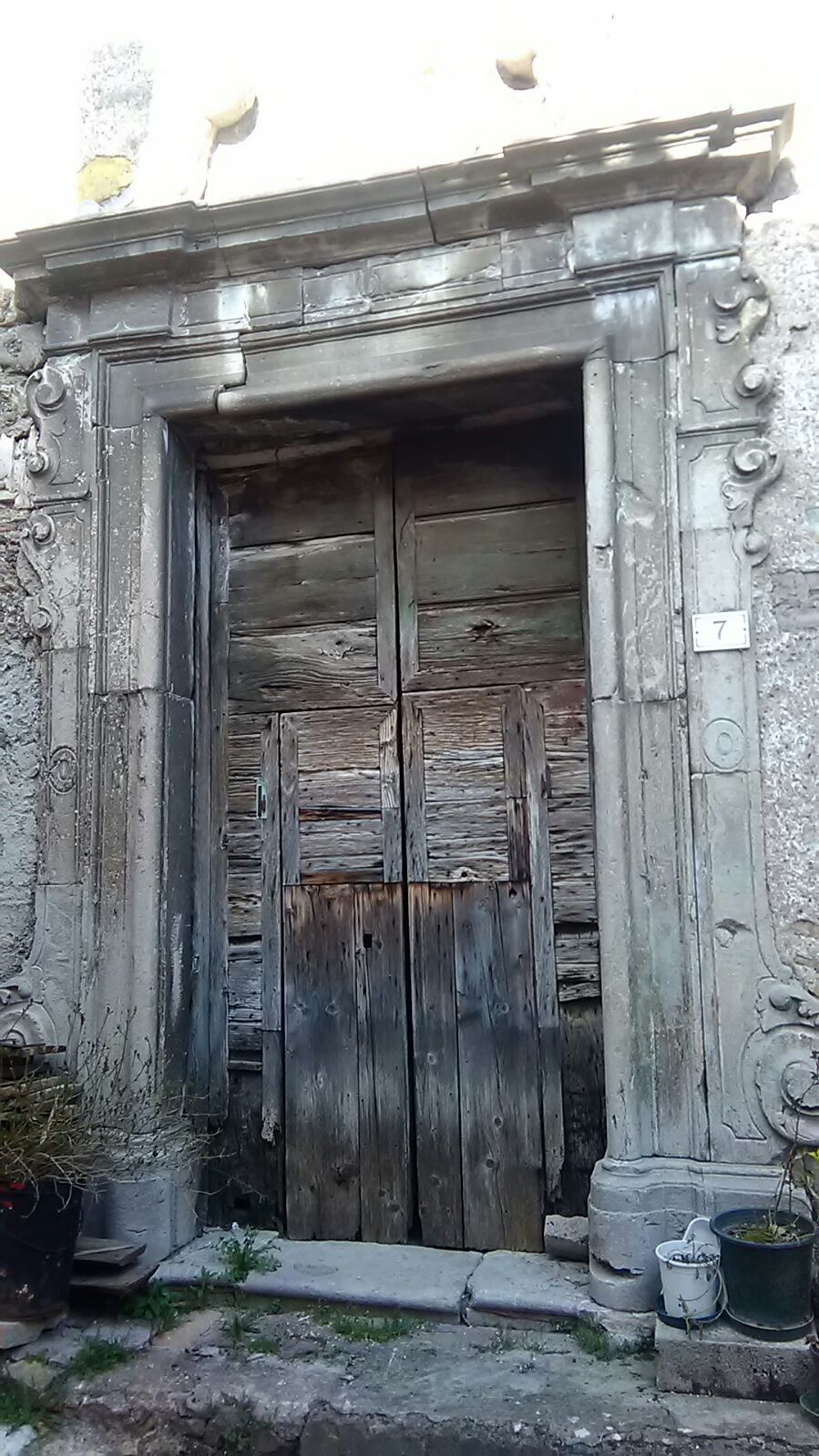
Portale Fierro
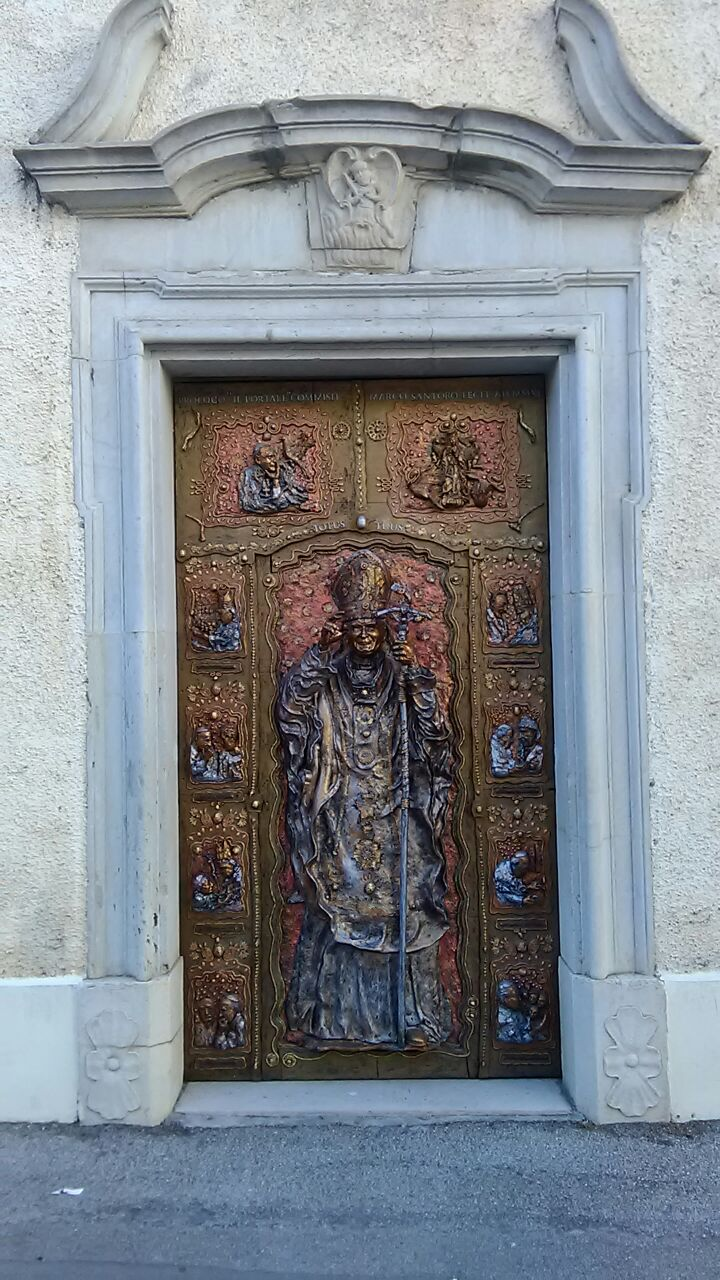
Portale della Chiesa di San Rocco
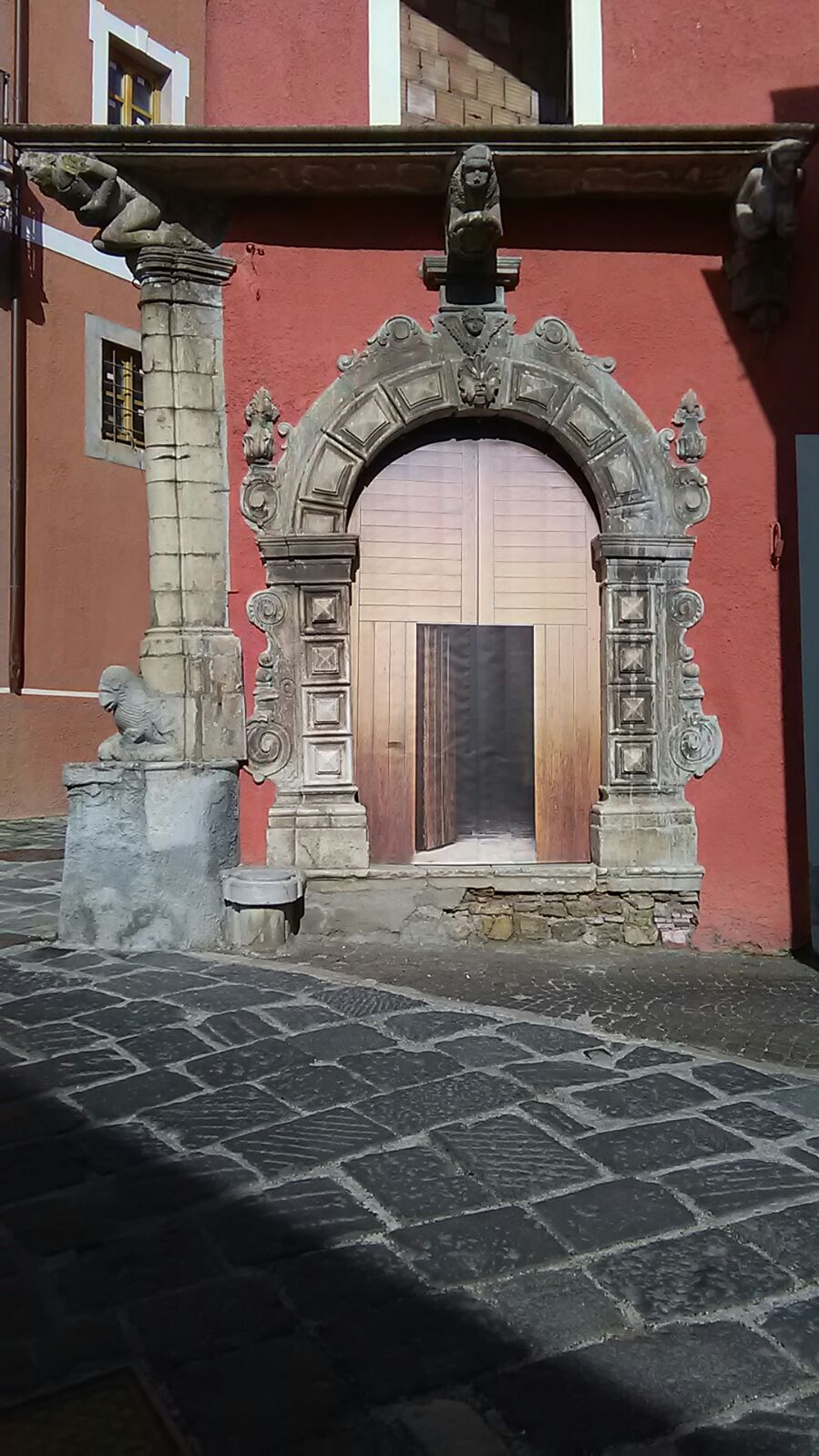
Portale Padula
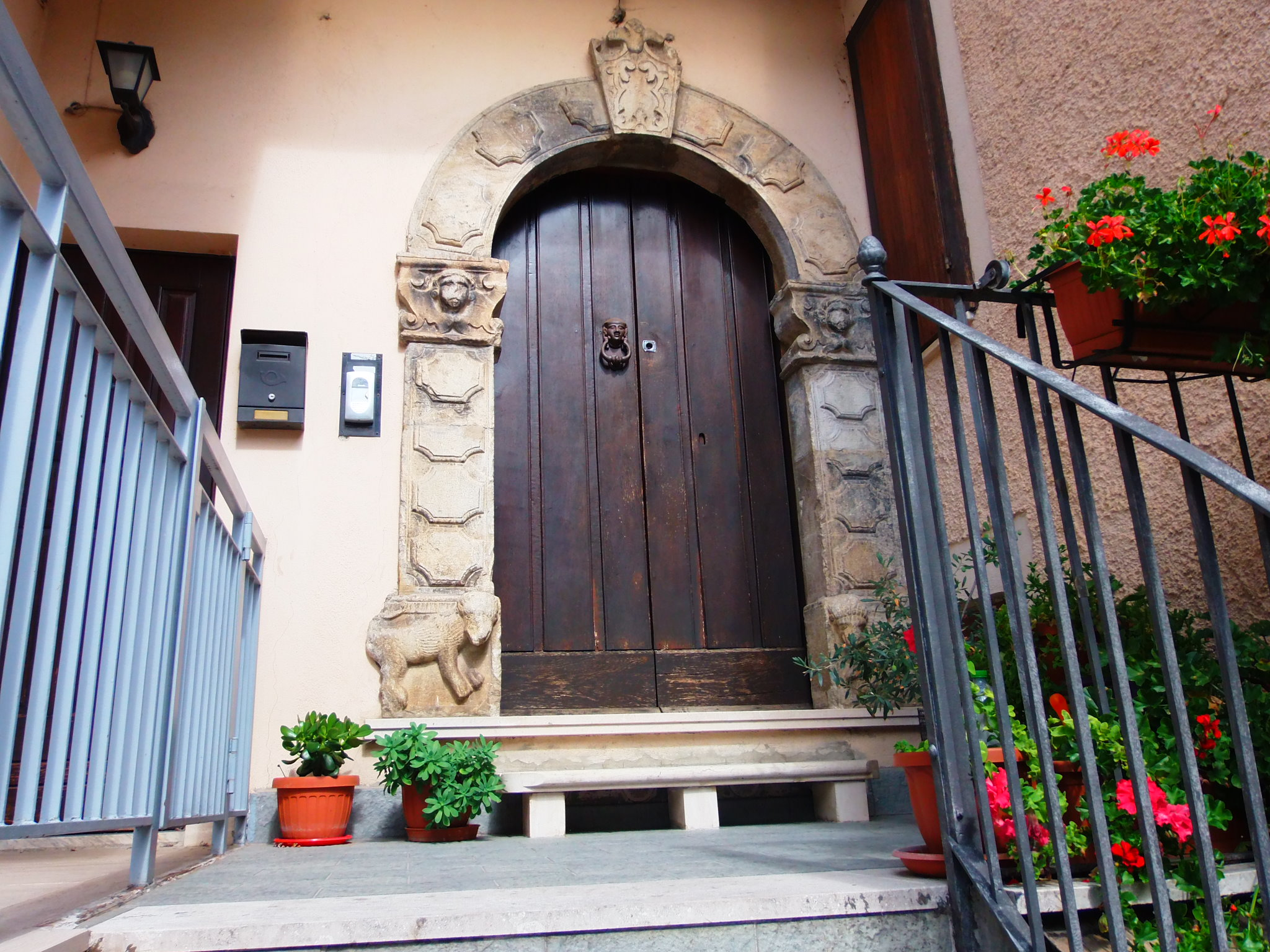
Portale Vista
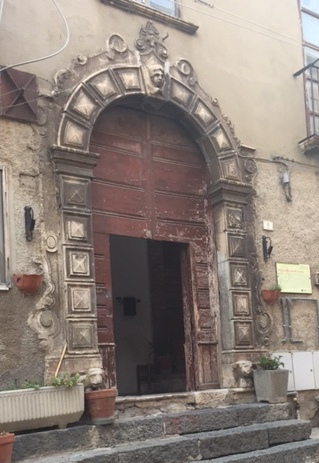
Portale Ferretti
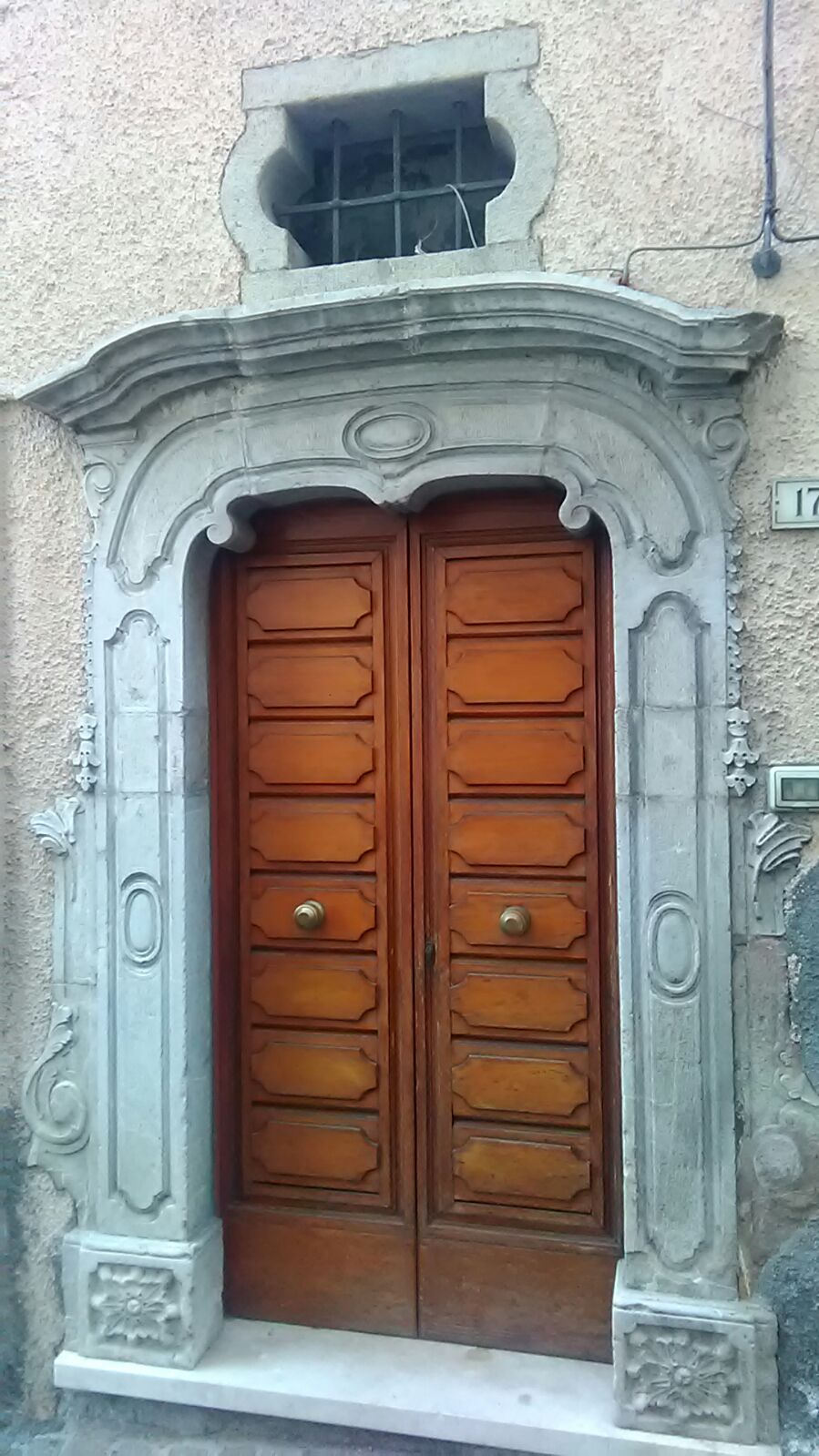
Portale Lagrotta

Altri portali importanti sono: Il Portale “Chiesa di S.Antonio”, Il Portale “Ferretti”, Il Portale “Pinterpe” , Il Portale “Pinterpe”, Il Portale “Sasso”, Il Portale “Tucci”, Il Portale “Rianni”, Il Portale “Rianni”, Il Portale “Riviello”, Il Portale “Chiesa di S. Donato”, Il Portale “Chiesa Matrice di Santa Maria Maggiore”.
Accanto ai portali nella maggior parte dei casi sono presenti mascheroni a cui legare gli animali. Spesso figure demoniache, utili contro il malocchio. Stesse figure sui batacchi dei portoni (elemento metallico, di varie dimensioni, usato per bussare alla porta) forse per scatenare l'invidia dei visitatori.

#### Palazzi
La piazza di Pignola è racchiusa tra palazzi quali Palazzo Gaeta e Padula, entrambi ornati da cariatidi (elemento architettonico utilizzata come colonna che rappresenta una figura femminile). A reggere i balconi troviamo delle figure scimmiesche ed umane.
All’interno di palazzo Gaeta troviamo delle statue a sorreggere la ringhiera.
Il Portale del Palazzo Padula è dato da due figure rettangolari, ornate da un ricamo con foglie di quercia.